# Alanna Masterson
Alanna Masterson (Nova Iorque, 27 de junho de 1988), é uma atriz norte-americana. Ela é mais conhecida por seu papel na série de televisão First Day e por seu papel na série de terror The Walking Dead como Tara Chambler.
Nascida em Long Island, ela é filha de Carol Masterson e Joe Reaiche, ex-jogador de rugby australiano; tem um irmão mais velho, Jordan Masterson e três meio irmãos.
A família mudou-se depois para Los Angeles, Califórnia, onde Alanna cresceu sob a influência dos irmãos, assistindo às séries de televisão dos anos 1990 e começo dos anos 2000. A vontade de atuar surgiu ao acompanhar os irmãos nos palcos e depois de acompanhar filmagens.

## Carreira
Seu papel de destaque é como Tara Chambler, na série dramática do canal AMC, The Walking Dead. A personagem aparece pela primeira vez no programa na quarta temporada. Alanna entrou como regular na quinta temporada e depois como elenco fixo na sétima temporada.
Alanna também faz aparições recorrentes na série da ABC Mistresses.

## Vida pessoal
Em 5 de novembro de 2015 ela deu à luz sua primeira filha, Marlowe, fruto de seu relacionamento com Brick Stowell.

## Filmografia

### Cinema
| Ano  | Título          | Personagem           |
| ---- | --------------- | -------------------- |
| 2011 | Peach Plum Pear | Dora Bell Hutchinson |

### Televisão
| Ano       | Título                                  | Personagem         | Notas |
| --------- | --------------------------------------- | ------------------ | --- |
| 1994-1995 | The Young and the Restless              | Colleen Carlton    | |
| 2001      | Definitely Maybe                        | Unknown            | 1 episódio |
| 2006      | Malcolm in the Middle                   | Heidi              | 1 episódio |
| 2008      | Greek                                   | Alanna             | 1 episódio |
| 2009      | Terminator: The Sarah Connor Chronicles | Zoe McCarthy       | 1 episódio |
| 2009      | Grey's Anatomy                          | Hillary Boyd       | 1 episódio |
| 2010      | First Day                               | Abby               | 7 episódios |
| 2012      | Park it Up                              | Brenda             | 1 episódio |
| 2013–2019 | The Walking Dead                        | Tara Chambler      | 4ª temporada (recorrente: 7 episódios) 5ª temporada (regular: 12 episódios) 6ª temporada (regular: 5 episódios) |
| 2014      | Men at Work                             | Mopey Hipster Girl | 1 episódio |